# Gare du Trayas
Gare du Trayas vasútállomás Franciaországban, Saint-Raphaël településen.

## Vasútvonalak
Az állomást az alábbi vasútvonalak érintik:
- Marseille–Ventimiglia-vasútvonal

## Kapcsolódó állomások
A vasútállomáshoz az alábbi állomások vannak a legközelebb:
- Gare de Théoule-sur-Mer
- Gare d’Anthéor-Cap-Roux